# Ephesus (Geórgia)
Ephesus é uma cidade  localizada no estado americano de Geórgia, no Condado de Heard.

## Demografia
Segundo o censo americano de 2000, a sua população era de 388 habitantes.
Em 2006, foi estimada uma população de 388, um aumento de 0 (0.0%).

## Geografia
De acordo com o United States Census Bureau tem uma área de
7,9 km², dos quais 7,9 km² cobertos por terra e 0,0 km² cobertos por água.

## Localidades na vizinhança
O diagrama seguinte representa as localidades num raio de 20 km ao redor de Ephesus.